# Теорема Пуассона
Якщо ймовірність успіху {\displaystyle p} в схемі Бернуллі із {\displaystyle n} випробувань прямує до {\displaystyle 0} так, що {\displaystyle np} прямує до скінченного {\displaystyle \lambda >0}, то {\displaystyle P_{n}(k)\to {\frac {\lambda ^{k}}{k!}}\,e^{-\lambda }} при {\displaystyle n\to \infty }, {\displaystyle p\to 0} та {\displaystyle np\to \lambda }.